# 16. Landwehr-Division (Deutsches Kaiserreich)
Die 16. Landwehr-Division war ein Großverband der Preußischen Armee im Ersten Weltkrieg.

## Gliederung

### Kriegsgliederung vom 20. November 1915
- 2. Landwehr-Brigade
  - Infanterie-Regiment Nr. 374
  - Landwehr-Infanterie-Regiment Nr. 3
  - Landwehr-Infanterie-Regiment Nr. 379
  - Radfahr-Kompanie Nr. 157
  - Kavallerie-Regiment Nr. 94
  - Feldartillerie-Regiment Nr. 101
  - II. Bataillon/1. Garde-Reserve-Fußartillerie-Regiment
  - Ersatz-Bataillon/Pionier-Bataillon Nr. 18
  - leichter Festungs-Scheinwerferzug Nr. 2

### Kriegsgliederung vom 8. Mai 1918
- 2. Landwehr-Brigade
  - Infanterie-Regiment Nr. 374
  - Landwehr-Infanterie-Regiment Nr. 3
  - Landwehr-Infanterie-Regiment Nr. 379
  - Radfahr-Kompanie Nr. 157
  - 1. Eskadron/Kürassier-Regiment „Kaiser Nikolaus I. von Russland“ (Brandenburgisches) Nr. 6
- Artillerie-Kommandeur Nr. 132
  - Feldartillerie-Regiment Nr. 101
- Divisions-Nachrichten-Kommandeur Nr. 516

## Gefechtskalender
Der Verband macht bei Ausbruch des Ersten Weltkriegs als Hauptreserve Königsberg mobil, hatte dann die Bezeichnung Landwehr-Division Königsberg und wurde mit der Etatisierung am 1. Oktober 1915 zur 16. Landwehr-Division. Während des gesamten Krieges kam sie ausschließlich an der Ostfront zum Einsatz.

### 1914
- 19. bis 20. August --- Schlacht bei Gumbinnen
- 28. August bis 9. September --- Stellungskämpfe an der Deime
- 5. bis 15. September --- Schlacht an den Masurischen Seen
- 25. bis 30. September --- Gefechte am Njemen
- 3. Oktober bis 5. November --- Stellungskämpfe um Wirballen
- 6. bis 8. November --- Schlacht bei Göritten
- 13. bis 16. November --- Schlacht an der Rominter Heide
- ab 15. November --- Stellungskämpfe um die Feldstellung bei Lötzen und an der Angerapp

### 1915
- bis 7. Februar --- Stellungskämpfe um die Feldstellung Lötzen-Angerapp
- 4. bis 22. Februar --- Winterschlacht in Masuren
- 25. Februar bis 16. März --- Gefechte an der Grenzstellung bei Sereje-Simno-Luchwinow und Mariampol
- 25. bis 30. März --- Gefechte bei Krasnopol und Krasne
- 31. März bis 20. Juli --- Stellungskämpfe zwischen Augustow, Mariampol und Pilwiszki
- 21. Juli bis 7. August --- Kämpfe an der Jesia und bei Wejwery
- 8. bis 18. August --- Belagerung von Kowno
- 19. August bis 8. September --- Njemen-Schlacht
- 9. September bis 2. Oktober --- Schlacht bei Wilna
- ab 3. Oktober --- Stellungskämpfe zwischen Krewo-Smorgon-Narotschsee-Tweretsch

### 1916
- Stellungskämpfe zwischen Krewo-Smorgon-Narotschsee-Tweretsch

### 1917
- bis 17. September --- Stellungskämpfe zwischen Krewo-Smorgon-Narotschsee-Tweretsch
  - 19. bis 27. Juli --- Abwehrschlacht Smorgon-Krewo
- 18. September bis 5. Dezember --- Stellungskämpfe zwischen Njemen-Beresina-Krewo-Smorgon-Narotschsee-Tweretsch
- 6. bis 17. Dezember --- Waffenruhe
- ab 17. Dezember --- Waffenstillstand

### 1918
- bis 18. Februar --- Waffenstillstand
- 18. Februar bis 3. März --- Verfolgungskämpfe durch Weißruthenien
- 3. bis 30. März --- Okkupation großrussischer Gebiete
- 5. April bis 21. Juni --- Kämpfe zur Unterstützung der Ukraine
  - 30. April bis 5. Mai --- Gefecht bei Lichaja
  - 6. bis 11. Mai --- Gefechte bei Szulin
- 22. Juni bis 23. September --- Besetzung der Ukraine
- 23. September bis 17. Oktober --- Transport aus der Ukraine nach Rumänien
- 18. Oktober bis 11. November --- Donauschutz
- ab 12. November --- Rückmarsch der Heeresgruppe Mackensen vom Balkan durch Ungarn

### 1919
- bis 4. Januar --- Rückmarsch der Heeresgruppe Mackensen vom Balkan durch Ungarn

## Kommandeure
| Dienstgrad      | Name                        | Datum                                |
| --------------- | --------------------------- | ------------------------------------ |
| Generalleutnant | Georg Ludwig Franz Brodrück | 2. August 1914 bis 14. Oktober 1915  |
| Generalleutnant | Gustav Heinrich Sommer      | 15. Oktober 1915 bis 2. Oktober 1918 |
| Generalmajor    | Eduard Hermann Delius       | 3. Oktober 1918 bis 10. Januar 1919  |